# Balocha tricolor
Balocha tricolor är en insektsart som beskrevs av William Lucas Distant 1908. Balocha tricolor ingår i släktet Balocha och familjen dvärgstritar. Inga underarter finns listade i Catalogue of Life.